# خليفة شاهين المري
يشغل السفير خليفة شاهين المري منصب مدير إدارة المنظمات الدولية بوزارة خارجية دولة الإمارات العربية المتحدة. وكان المري قد عمل سفيراُ لدولته لدى إيران لمدة عشر سنوات وهو من الشخصيات الدبلوماسية البارزة في الإمارات.

## مؤهلاته العلمية
- حصل على شهادة الماجستير في الاقتصاد السياسي من الولايات المتحدة الأميركية عام 1985.
- حصل على شهادة البكلاريوس في الاقتصاد وإدارة الأعمال من اليابان عام 1981.

## وزارة الخارجية
- سفيراُ لدى جمهورية إيران الإسلامية من 1999 إلى 2009.
- سفيراُ غير مقيم لدى جمهورية أرمينيا من 1999 إلى 2009.
- مديراً لإدارة شؤون مجلس التعاون لدول الخليج العربية من 1995 وحتى 1999.
- سفيراً لدى دمشق من 1990 وحتى 1995.
- نائباً لمدير إدارة الوطن العربي من 1986 وحتى 1990.
- عضواً في البعثة الدائمة للإمارات لدى الأمم المتحدة بنيويورك من 1982 وحتى 1985.
- عمل في سفارة الإمارات في طوكيو من 1978 وحتى 1981.